# 歐洲主權債務危機

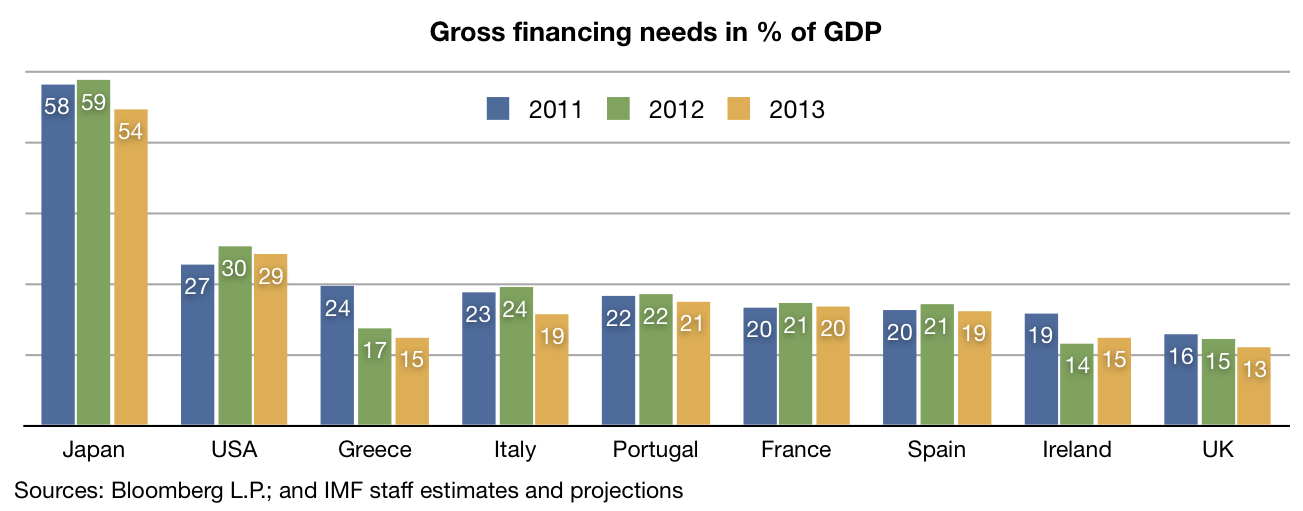
主債務國三年間財政缺口占GDP比

歐洲主權債務危機，簡稱歐債危機，是指自2009年年底之后，不少財政上相對保守的投資者對部份歐洲國家在主權債務危機方面所產生的憂慮，危機在2010年年初的時候一度陷入最嚴峻的局面。
連串經濟危機和動盪中，被指出現問題的歐元區國家包括希臘、愛爾蘭、義大利、西班牙和葡萄牙，合稱歐豬五國的借貸信用降低國家，而部份不屬於歐元區國家的歐盟成員國因為經濟連動之故也牽涉其中。冰島雖然在2008年遭遇當時全球規模最大的金融危機，導致該國的國際銀行體系崩坍，但正因為冰島政府無力救助銀行脫險，主權債務危機對冰島帶來的影響反而較少。相反，針對那些為了出手救助銀行而導致主權債務急增的部份歐盟成員國而言，由於這些國家與其他歐盟成員國，特別是與德國之間在債券收益率差價和信貸違約掉期方面的差異愈來愈大，使得這些國家逐漸浮現信心危機。

## 救助方案
關注到環球多國政府赤字和負債水平不斷上升，再加上歐洲多國公債先後被降低評級，使金融市場響起警號。在2010年5月9日，歐盟多國財長通過一個總值7,500億歐元（相當於當時10,000億美元）的全面救助計劃，用以成立一個歐洲金融穩定基金（EFSF），希望藉以確保歐洲整體的金融穩定。
2010年發生的債務危機，主要源自希臘急於援用鉅額融資來設法支付大量到期公債，以避免出現債務違約的風險。有鑑於此，歐元區國家與國際貨幣基金會在2010年5月2日同意向希臘提供總值1,100億歐元貸款，但條件是希臘需要厲行一系列的緊縮開支措施。繼希臘以後，愛爾蘭在同年11月也獲得總值850億歐元的救助方案，而葡萄牙則在2011年5月獲得另一個總值780億歐元的援助。
儘管只有少數歐元區國家的主權債務顯著增長，但問題卻困擾著整個歐元區。在2011年5月，債務危機因為希臘再度在支付到期公債方面出現問題而重新湧現。不少希臘國民因反對該國政府計劃推出的緊縮開支措施而發起上街示威，群情激憤。一直到2011年6月底，希臘政府勉強通過新一輪的緊縮開支方案，進而獲得歐盟領袖承諾提供援助支持希臘經濟，該國引發的危機才得以受到控制。

## 相關評論

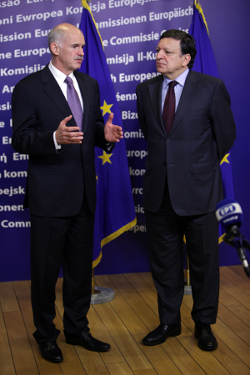
希臘總理乔治·帕潘德里欧和歐盟委員會主席若澤·曼努埃爾·巴羅佐商討2011年債務問題

歐債危機是歐元區自1999年設立以來的首場危機，危機也引起不少輿論對歐元區的質疑，正如英國《金融時報》專欄作家塞繆爾·布理坦爵士（Sir Samuel Brittan）引用希臘基金經理賈森·馬諾洛普洛斯（Jason Manolopoulos）的說法，認為「結果顯示歐元區與最優貨幣區差距甚遠」；另一英國經濟學者尼埃爾·費格遜（Niall Ferguson）在2010年的時候也評論到，「正在浮現的主權債務危機……是西方世界的財政危機」。不過，《金融時報》在2011年5月的另一篇評論文章則指出，美元面臨的處境可能比歐元還要危險。
2013年5月，位於德國柏林的「德國經濟研究所」的景氣研究小組主任接受德國商業報訪問時指出，依據該小組的研究結論，貪腐、綁樁政治、缺乏彈性的勞動市場——這些才是歐債危機國家們的問題根源。它們阻礙了新經濟力道的抬頭，振興景氣方案救不了這些沉疴。

## 注腳
1. ↑  George Matlock. . Reuters. 16 February 2010  [28 April 2010]. （原始内容存档于2019-12-14）.
2. ↑  . The Economist. 29 April 2010  [22 June 2011]. （原始内容存档于2017-10-20）.
3. ↑  Brian Blackstone, Tom Lauricella, and Neil Shah. . The Wall Street Journal. 5 February 2010  [10 May 2010]. （原始内容存档于2010-05-02）.
4. ↑  Bruce Walker. . The New American. 9 April 2010  [28 April 2010]. （原始内容存档于2010-04-13）.
5. ↑  . Financialmirror.com. 28 April 2010  [5 May 2010]. （原始内容存档于2020-06-01）.
6. ↑  . Financial Times. 18 February 2010  [15 April 2011]. （原始内容存档于2015-01-20）.
7. ↑  . The Daily Telegraph (London). 19 February 2010  [29 April 2010]. （原始内容存档于2010-02-22）.
8. ↑  .   [5 May 2010]. （原始内容存档于2011-11-21）.
9. ↑  . Reuters. 3 February 2010  [29 April 2010]. （原始内容存档于2021-02-07）.
10. ↑  . BBC News. 10 May 2010  [11 May 2010].
11. ↑  Gabi Thesing and Flavia Krause-Jackson. . Bloomberg. 3 May 2010  [10 May 2010]. （原始内容存档于2010-04-11）.
12. ↑  Treanor, Jill and Elliott, Larry Ireland to get €85bn loan in deal that will nationalise its banks （页面存档备份，存于） The Guardian, 24 November 2010, Retrieved 19 May 2011
13. ↑  Sarah Butler. . The Daily Telegraph (UK). 11 April 2011  [18 April 2011]. （原始内容存档于2021-02-01）.
14. ↑  Portugal's 78bn euro bail-out is formally approved （页面存档备份，存于） BBC News Business, 16 May 2011, Retrieved 19 May 2011
15. ↑  .   [2011-09-25]. （原始内容存档于2012-03-08）.
16. ↑  .   [2011-09-25]. （原始内容存档于2012-09-05）.
17. ↑  .   [2011-09-25]. （原始内容存档于2016-03-04）.
18. ↑  .   [2011-09-25]. （原始内容存档于2013-06-11）.
19. ↑  .   [2011-09-25]. （原始内容存档于2013-07-19）.
20. ↑  Samuel Brittan. . Financial Times.   [12 May 2011].
21. ↑  Manolopoulos, J. . London, May 2011: Anthem Press. （原始内容存档于2011-08-17）.
22. ↑  Niall Ferguson. . Financial Times. 10 February 2010  [18 April 2011]. （原始内容存档于2011-05-01）.
23. ↑  Merk, Axel (2011) Dollar in graver danger than the euro （页面存档备份，存于） The Financial Times, 11 May 2011, Retrieved 19 May 2011
24. ↑  . Handelblatt. 2013-05-08  [2013-05-08]. （原始内容存档于2016-08-16）.

## 外部連結
- 〈救歐洲，7500億夠不夠 （页面存档备份，存于）〉，《中國評論月刊》，2011年9月23日
- Interactive Map of the Debt Crisis （页面存档备份，存于） Economist Magazine, 9 February 2011
- Map of European Debts （页面存档备份，存于） New York Times 20 December 2010
- Budget deficit from 2007 to 2015 （页面存档备份，存于） Economist Intelligence Unit 30 March 2011
- Protests in Greece in Response to Severe Austerity Measures in EU, IMF Bailout （页面存档备份，存于） – video report by Democracy Now!
- Diagram of Interlocking Debt Positions of European Countries （页面存档备份，存于） New York Times 1 May 2010
- Argentina: Life After Default （页面存档备份，存于） Sand and Colours 2 August 2010
- Google – public data （页面存档备份，存于）: Government Debt in Europe
- Stefan Collignon: Democratic requirements for a European Economic Government （页面存档备份，存于） Friedrich-Ebert-Stiftung, December 2010 (PDF 625 KB)
- Nick Malkoutzis: Greece - A Year in Crisis （页面存档备份，存于） Friedrich-Ebert-Stiftung, June 2011
- Rainer Lenz: Crisis in the Eurozone （页面存档备份，存于） Friedrich-Ebert-Stiftung, June 2011